# Chained Together
Chained Together est un jeu de plateforme 3D de 2024 développé et édité par Anegar Games. Reliés par une chaîne, les joueurs doivent coopérer pour échapper à l'enfer. Sorti le 19 juin 2024, le jeu a reçu un accueil positif pour son système de jeu.

## Système de jeu
Dans Chained Together, jusqu'à quatre joueurs sont reliés par une chaîne et doivent atteindre le sommet de la carte pour échapper à l'enfer. Tout au long du jeu, les joueurs peuvent trouver dix bonus appelés Ailes qui leur permettent de se remettre d'une chute. Les joueurs peuvent choisir un mode difficile, où la lave monte constamment, ou un mode facile, où il y a des points de contrôle,,. Un mode solo est disponible,. Le jeu est sorti le 19 juin 2024 et a vendu 80 000 exemplaires au cours de sa première semaine de sortie,.

## Accueil
Cass Marshall de Polygon compare le jeu à QWOP, Getting Over It et Only Up!, ajoutant que l'élément multijoueur renforce le travail d'équipe. GamesRadar commente que les chaînes permettent au jeu de « se démarquer ». Rock Paper Shotgun salue, quant à lui, le défi de conserver une équipe soudée.